# 王蛇帝國
《王蛇帝國》（英語：King Cobra）是一部2016年由美國IFC Midnight公司出品的傳記電影，講述有關布蘭特·哥列根的生活和早年生涯。本片由賈斯汀·凱利导演，改編自Andrew E. Stoner和Peter A. Conway所寫的書籍《Cobra Killer: Gay Porn, Murder, and the Manhunt to Bring the Killers to Justice》。詹姆斯·法蘭科、加雷特·克萊頓、基根·阿倫、克利斯汀·史萊特等主演。

## 劇情介紹
該片改編自真人真事，取材自2007年的一場謀殺案件。講述了美國知名的男男同性色情片演員布蘭特·哥列根（Brent Corrigan）與同志色情片商眼鏡蛇影像的老闆Bryan Kocis（在本片中名為Stephen）之間的恩怨情仇，由美國青年演員加雷特·克萊頓擔任故事男主角，同時也包括詹姆斯·法蘭科與基根·阿倫一同挑戰高尺度演出，透過劇情背後那真實案例，揭露現今社會的人性黑暗面與難以拒絕的誘惑情慾。

## 演員
- 加雷特·克萊頓 飾 肖恩·保羅·洛克哈特，又名布蘭特·哥列根
- 克利斯汀·史萊特 飾 Stephen Kocis（英语：Bryan Kocis）
- 基根·阿倫 飾 Harlow Cuadra
- 詹姆斯·法蘭科 飾 Joseph "Joe" Kerekes
- 艾莉西亞·席薇史東 飾 Janette Lockhart
- 莫利·林沃德 飾 Amy Kocis
- 斯賓塞·洛夫朗哥（英语：Spencer Lofranco） 飾 Mikey
- 西恩·格蘭迪洛（英语：Sean Grandillo） 飾 Caleb